# Fra Diavolo (film 1924)
Fra Diavolo è un film del 1924 diretto da Emilio Zeppieri.

## Trama
Lo svolgimento del film è ispirato alla vita di ruberie condotta da un famoso bandito italiano vissuto nella seconda metà del Settecento soprannominato Fra Diavolo.